# Yelbarga
Yelbarga är en ort i Indien.   Den ligger i distriktet Koppal och delstaten Karnataka, i den södra delen av landet, 1 500 km söder om huvudstaden New Delhi. Yelbarga ligger 604 meter över havet och antalet invånare är 12 023.
Terrängen runt Yelbarga är platt, och sluttar söderut. Runt Yelbarga är det ganska tätbefolkat, med 179 invånare per kvadratkilometer. Närmaste större samhälle är Gajendragarh, 14,1 km norr om Yelbarga. Trakten runt Yelbarga består till största delen av jordbruksmark.